# Gnóthi seauton

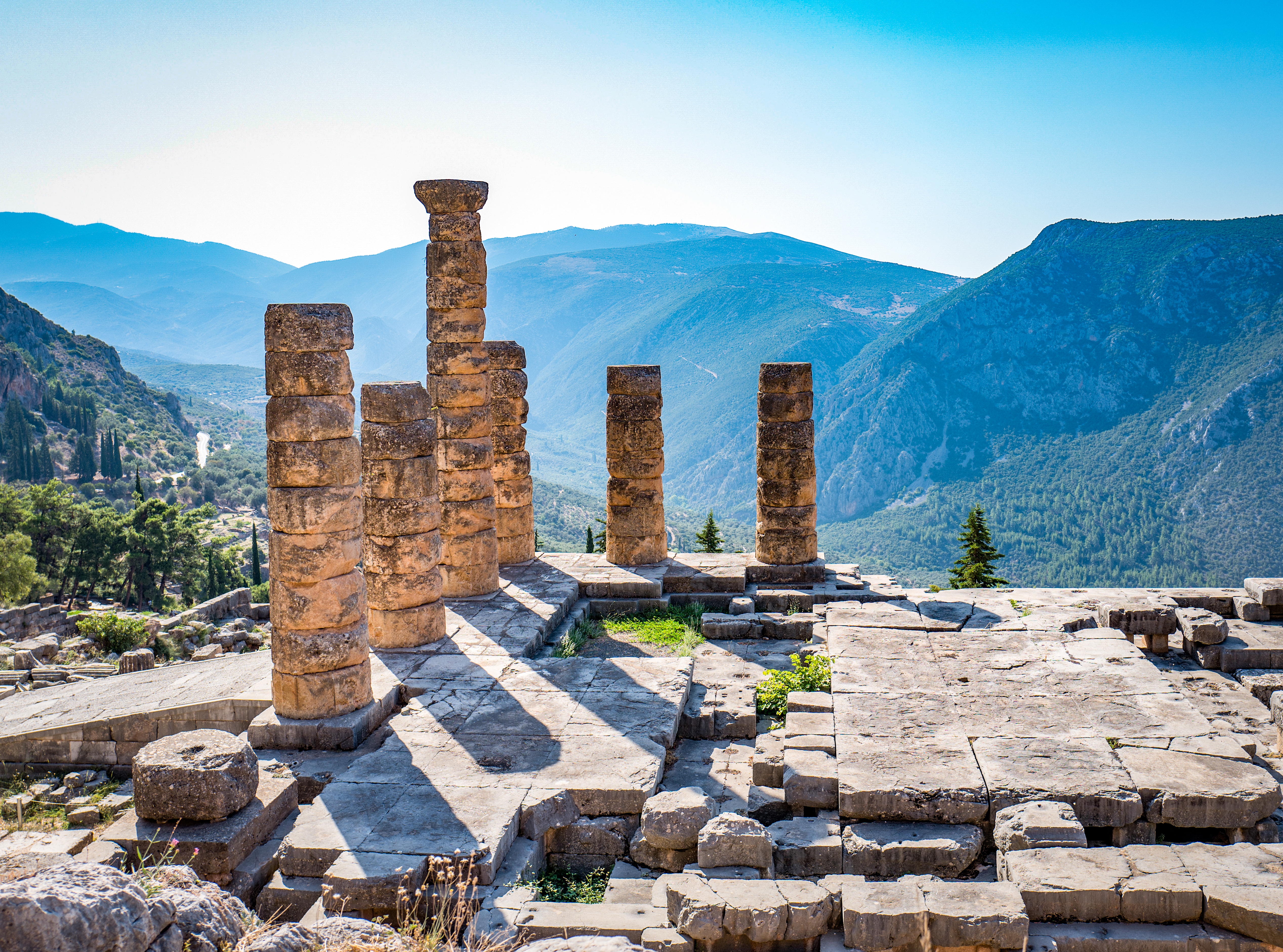
Ruiny Apollónova chrámu v Delfách

Gnóthi seauton (řecky Γνῶθι σεαυτόν, česky Poznej sám sebe) je filozofická zásada, která byla vytesána nad vstupem do Apollónova chrámu v Delfách. V průběhu historie byla mnohokrát citována a analyzována. Je připisována Sedmi řeckým mudrcům (nejvíce Thaletovi) nebo filozofu Hérakleitovi, nicméně doložitelně ji písemně zaznamenal až Ión z Chiu ve fragmentu z 5. století př. n. l. Její význam prošel určitým vývojem, původně byla míněna zhruba ve smyslu „poznej své hranice“. Ve 4. století př. n. l. však byla dramaticky reinterpretována Platónem, který ji chápal ve významu „poznej svou duši“, který v dějinách nakonec převážil. V tomto významu se stala erbovním heslem nejen starořecké civilizace, ale i civilizace evropské či západní. Platón rozvinul zásadu také tezí, že člověk může poznat sám sebe pouze pozorováním druhých lidí (dialog První Alkibiades). V helénismu a římském období bylo zdůrazňováno, že člověk může získat poznání o sobě studiem vesmíru nebo poznání vesmíru studiem duše (gnostická zásada „co je nahoře, je i dole“, člověk jako mikrokosmos makrokosmu). Později se k zásadě přihlásila zvláště německá filozofie a literatura 18. a 19. století (Kant, Hegel, Goethe) a Freudova psychoanalýza.